# 美廉社
三商家購股份有限公司（簡稱：美廉社連鎖折扣店，英語：Simple Mart）是三商行經營的台灣零售商，成立於2013年。截至2021年4月，大台北地區422間門市中，美廉社有143家地址位於「巷」或「弄」內，佔約三分之一。

## 歷史

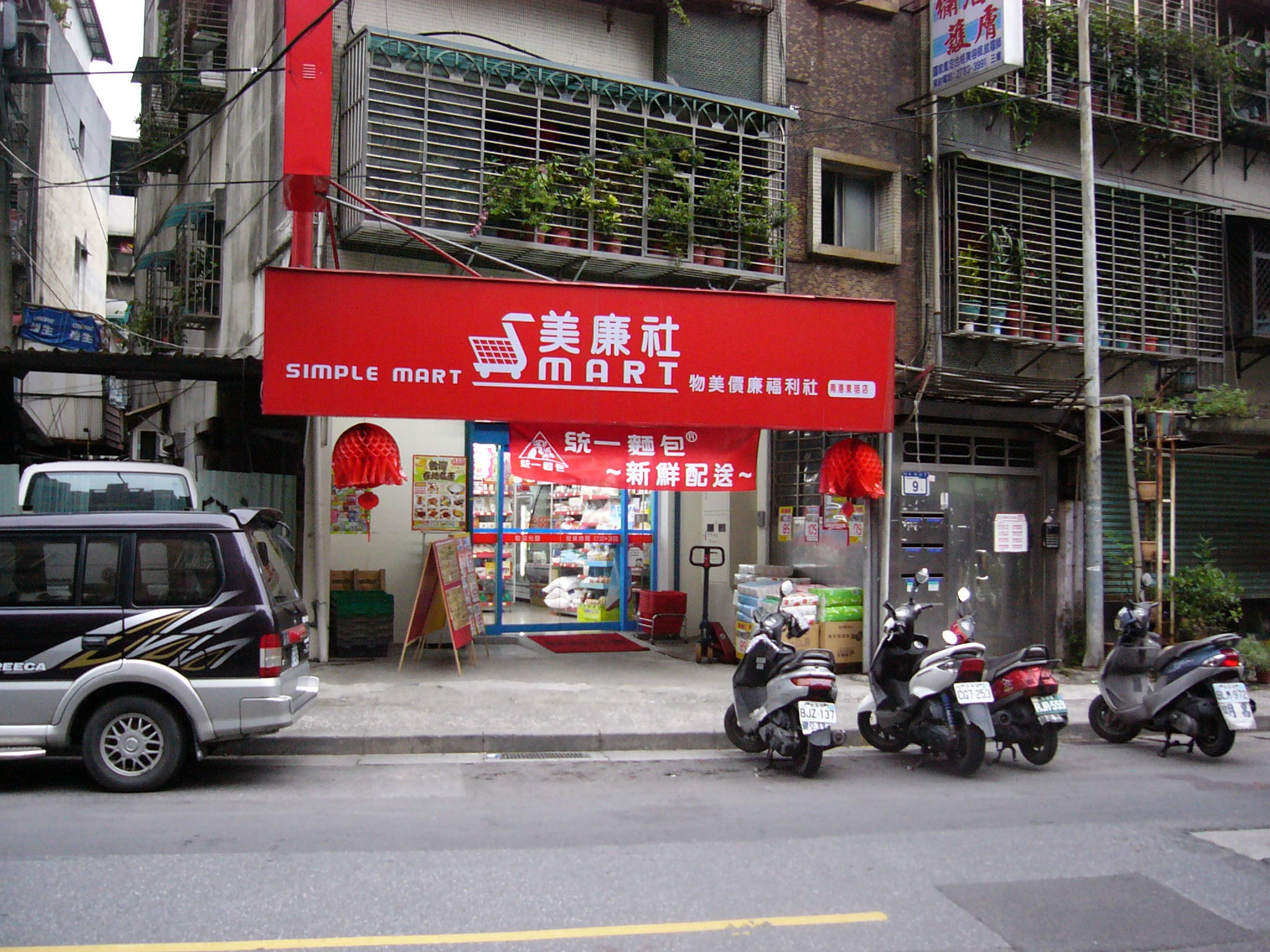
臺北市南港區美廉社南港東明店為美廉社第一代店型

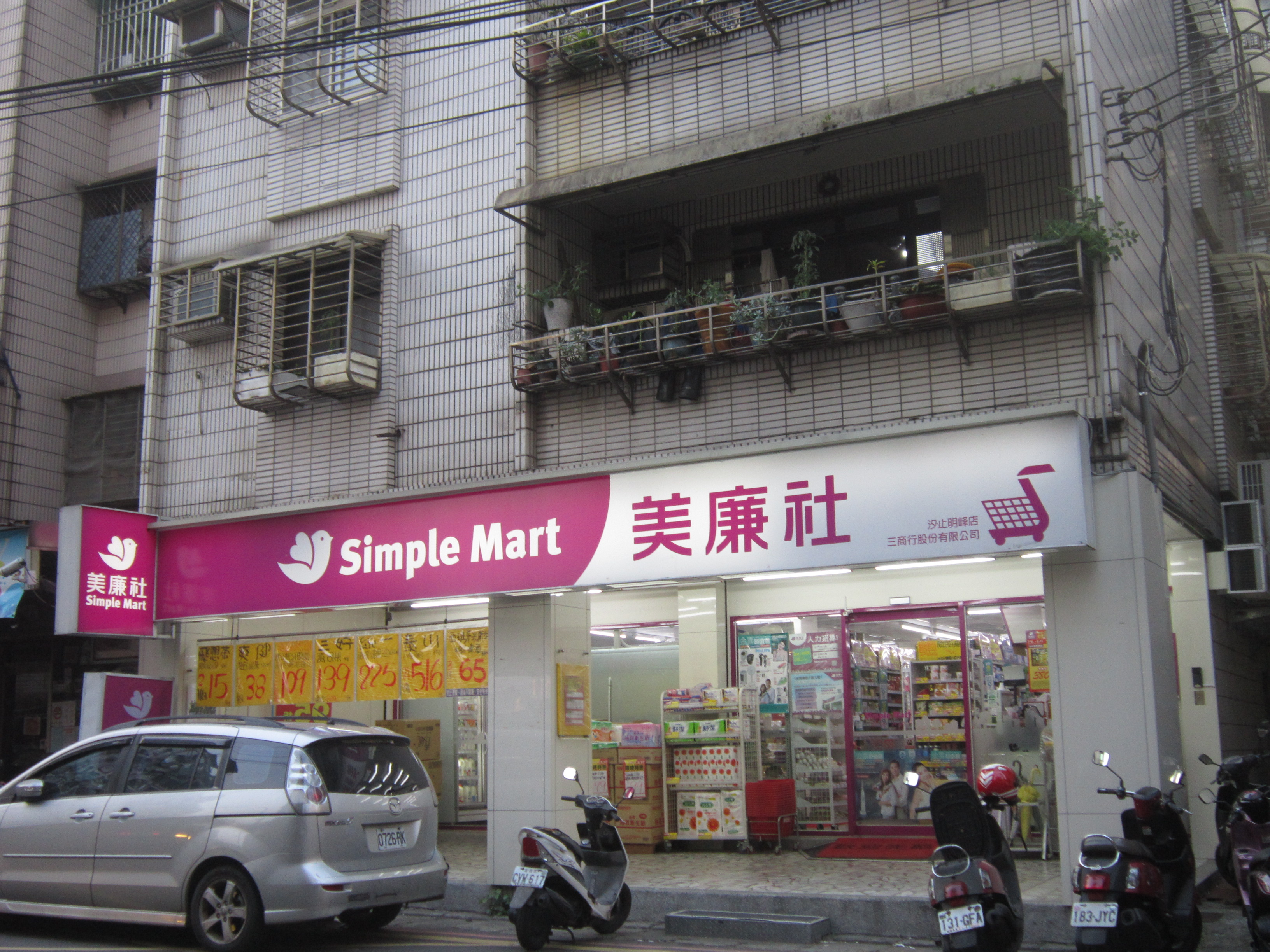
新北市汐止區美廉社汐止明峰店為美廉社第二代店型

- 2006年5月，三商行成立子公司「三商家購股份有限公司」（英文名稱「Mercuries Home Department Store」）。
- 2006年8月，美廉社第1家分店「蘆洲長安店」開幕，美廉社第1代企業識別系統主視覺為紅色購物車。
- 2011年1月1日，三商家購解散併回三商行，成為「三商行股份有限公司家購事業部」。
- 2014年1月，美廉社啟用第2代企業識別系統，主視覺為紫色麻雀。
- 2016年3月26日，經濟部工業局表示，工業局「品牌台灣發展計畫第二期」協助美廉社重新定位，進行美廉社二代店品牌識別系統及門店形象系統的整體規劃[4]。
- 2017年7月，三商行家購事業部獨立為子公司「三商家購股份有限公司」（英文名稱「Simple Mart Retail Co., Ltd.」）。
- 2018年7月，日本住友商事出資45億日元，換取三商家購22%股權及一席董事[5]。同年12月17日，三商家購股票於中華民國證券櫃檯買賣中心登錄興櫃交易。
- 2021年11月30日，三商家購於臺灣證券交易所股票上市，上市價格新臺幣69元。

## 外部連結
- 美廉社 （页面存档备份，存于）（繁體中文）
- 美廉社的Facebook專頁（繁體中文）
- YouTube上的美廉社頻道（繁體中文）